# Bezzia sordida
Bezzia sordida är en tvåvingeart som beskrevs av Wirth 1952. Bezzia sordida ingår i släktet Bezzia och familjen svidknott. Inga underarter finns listade i Catalogue of Life.